# Agape
Agape (grekiska: ἀγάπη, agápē) är ett grekiskt ord som betyder kärlek. Det betecknar "den högsta formen av kärlek" – ofta översatt med "fri, villkorslös kärlek", "guds kärlek" eller "osjälvisk, altruistisk kärlek". Begreppet omfattar både Guds kärlek till människan och människans återgäldning av denna kärlek, liksom kärlek mellan människor i form av osjälviskt handlande. Agape används i både modern och klassisk grekiska, och förekommer även i Nya Testamentets grundtext i Bibeln. 

## Etymologi & tidig användning
Ordet agapé finns i klassisk grekiska, även om det användes sällan i förkristna texter. I klassisk grekiska innebär agape att älska människor oförbehållsamt eller kärlek från Gud. I grekiskan finns flera ord för kärlek, med olika innebörder men endast agape och filia (φιλία) (ungefär broderlig, vänskaplig kärlek) återfinns i Nya Testamentet. Ett annat liknade begrepp är storge (στοργή) som nästan uteslutande berör relationerna inom familjen.
Agapé särskiljs från eros (έρως) (latin amor), som ofta rör sexuella begär eller åtrå. Till skillnad från ordet eros har ordet agape ingen sexuell underton. Den latinska motsvarigheten är caritas: den oegennyttiga kärleken uttryckt i handling.
Ordet användes tidigt, bland annat av Homeros, där det kan betyda ömhet eller tillgivenhet. Även i Platons verk framträder agapé som en högre form av kärlek, åtskild från eros (romantisk) och philia (broderlig).

## Agape i kristendom
I Nya Testamentet och den kristna traditionen står agape också för Guds kärlek till människor, och hur människor ska älska Gud och varandra. Detta uttrycks bland annat i frasen “Gud är kärlek” (1 Joh 4:8, 16). Agape representerar även kärleken som Jesus predikade: kärlek till Gud och till nästan — utifrån principen “älska din nästa som dig själv”.
Begreppet framhävs särskilt i Bibelns kärlekskapitel (1 Kor 13), där kärlekens uthållighet, tålamod och offervillighet belyses. C. S. Lewis definierade agape som en passionerad, osjälvisk kärlek för andras bästa.
Flera kristna församlingar utan samfundstillhörighet har även antagit namnet Agape.